# Éric Boyer (cyclisme)
Pour les articles homonymes, voir Éric Boyer et Boyer.
Éric Boyer (né le 2 décembre 1963 à Choisy-le-Roi) est un coureur cycliste et directeur sportif français. Il est notamment manager de l'équipe cycliste  Cofidis de 2005 à juin 2012 et président de l'AIGCP en 2008.

## Biographie
Éric Boyer est originaire de Choisy-le-Roi, une commune située dans le département du Val-de-Marne. Il court au Cyclo Club Briissois, à l'UC Longjumelloise puis au CSM Puteaux chez les amateurs.
Léger et bon grimpeur, il passe professionnel en 1985 et le reste jusqu'en 1995. Il a notamment remporté trois étapes sur le Tour d'Italie. Il a participé à 8 Tours de France. Il fut entre 1988 et 1992 l'un des lieutenants de Laurent Fignon, puis de Greg LeMond. Il termine premier Français de la grande boucle en 1988, à la cinquième place à 14 minutes 4 secondes du vainqueur Pedro Delgado.
Après avoir été pendant six ans consultant pour la télévision et la presse écrite, Éric Boyer prend en 2005 les commandes en tant que manager de l'équipe cycliste Cofidis.
Investi dans la lutte contre le dopage, il est élu président de l'AIGCP en janvier 2008. Il soutient la position de ASO contre l'UCI. Le 7 mars 2008, le bureau de l'UCI a demandé la démission d'Éric Boyer de son poste de président de l'AIGCP. Il a démissionné de la présidence de l'AIGCP fin 2008. Eric Boyer fait ensuite partie du mouvement "Change Cycling Now", créé juste après la destitution de Lance Armstrong de ses 7 Tours de France. En juin 2012, il est licencié de l'équipe Cofidis, alors en difficulté.
De 2013 à 2016, il est "consultant cyclisme" sur la chaîne de télévision l'Équipe 21.
Il est depuis 2018 consultant à la radio française RMC dans "l'intégrale tour".

## Palmarès

### Palmarès amateur
- 1981
  - Champion d'Île-de-France de cyclo-cross juniors
  - 3e du championnat de France sur route juniors
- 1983
  - Circuit des Monts du Sud
- 1984
  - 2e étape du Ruban granitier breton
  - 3e du Tour du Limousin

### Palmarès professionnel
| - 1985 - 2e de Châteauroux-Limoges - 1986 - Grand Prix d'Antibes - Grand Prix de la ville de Rennes - 2e étape du Tour de France (contre-la-montre par équipes) - 1987 - 2e étape du Grand Prix du Midi libre - Prologue du Tour de l'Avenir (contre-la-montre par équipes) - 9e étape du Tour de la Communauté européenne - 4ea étape du Tour d'Irlande (contre-la-montre par équipes) - 2e du Tour Midi-Pyrénées - 4e du Tour de Lombardie - 5e de Paris-Nice - 6e du Tour de la Communauté européenne - 10e du Tour d'Irlande - 1988 - 2e du Grand Prix du Midi libre - 4e de l'Amstel Gold Race - 5e du Tour de France | - 1989 - 2e de la Route du Sud - 1990 - 12e et 15e étapes du Tour d'Italie - 5e de Paris-Nice - 1991 - 4e étape du Tour d'Italie - 6e du Tour d'Italie - 1992 - 8e étape du Tour de Suisse - Tour du Limousin : - Classement général - 1re étape - 8e du Tour de Suisse - 1993 - Route du Sud : - Classement général - 2e étape - 3e du Critérium du Dauphiné libéré |  |

### Résultats sur les grands tours

#### Tour de France
8 participations
- 1986 : 98e, vainqueur de la 2e étape (contre-la-montre par équipes)
- 1988 : 5e
- 1989 : non-partant (13e étape)
- 1990 : 19e
- 1991 : 38e
- 1992 : 12e
- 1993 : 63e
- 1995 : abandon (16e étape)

#### Tour d'Italie
3 participations
- 1990 : 23e, vainqueur des 12e et 15e étapes
- 1991 : 6e, vainqueur de la 4e étape,  maillot rose durant une étape
- 1995 : 69e

#### Tour d'Espagne
1 participation
- 1986 : 40e